# Rio São Manuel (Minas Gerais)
O rio São Manuel é um curso de água que banha a Zona da Mata do estado de Minas Gerais, Brasil. É um afluente da margem esquerda do rio Pomba e, portanto, um subafluente do rio Paraíba do Sul. Apresenta 36 km de extensão e drena uma área de 157 km².
Suas nascentes localizam-se na serra da Mantiqueira, no município de Silveirânia. Em seu percurso, atravessa a zona urbana dos municípios de Silveirânia e Rio Pomba. Ao alcançar a cidade de Rio Pomba, o rio São Manuel desemboca no rio Pomba.